# Câu lạc bộ bóng đá Thượng Hải Thân Hoa
Câu lạc bộ bóng đá Thượng Hải Thân Hoa (giản thể: 上海申花足球俱乐部; phồn thể: 上海申花足球俱樂部; Hán-Việt: Thượng Hải Thân Hoa túc cầu câu lạc bộ, pinyin: Shànghǎi Shēnhuā Zúqiú Jùlèbù), là một câu lạc bộ bóng đá chuyên nghiệp có trụ sở tại Thượng Hải, Trung Quốc. Đội bóng đá hiện đang tham gia China Super League do Hiệp hội bóng đá Trung Quốc quản lý và điều hành.

## Danh hiệu
Danh sách danh hiệu bao gồm từ thời gian đá giải bán chuyên nghiệp.

### Trong nước
Chức vô địch
- Chinese Jia-A League/Chinese Super League (Giải bóng đá vô địch quốc gia Trung Quốc)

Vô địch (3): 1961, 1962, 1995, 2003
- Cúp quốc gia Trung Quốc

Vô địch (3): 1956, 1991, 1998
- Siêu cúp quốc gia Trung Quốc

Vô địch (3): 1995, 1998, 2001

### Quốc tế
- A3 Champions Cup

Vô địch (1): 2007

## Kết quả thi đấu
Vị trí ở các bảng xếp hạng cuối mỗi mùa giải
- Tính đến ngày 1 tháng 1 năm 2016.[4][5]

| Năm  | Hạng | Pld | W  | D   | L  | GF | GA | GD  | Pts | Pos | FA Cup | Super Cup | League Cup | AFC   | Khác | Khác | Att./G | Sân                                         |
| ---- | ---- | --- | -- | --- | -- | -- | -- | --- | --- | --- | ------ | --------- | ---------- | ----- | ---- | ---- | ------ | ------------------------------------------- |
| 1951 | 1    | 7   | 6  | 0   | 1  | 23 | 6  | 17  | 12  | RU  | —      | —         | —          | —     |      |      |        |                                             |
| 1953 | 1    | 5   | 3  | 0   | 2  | 12 | 3  | 9   | 41  | 3   | —      | —         | —          | —     |      |      |        |                                             |
| 1954 | 1    | 4   | 1  | 2   | 1  | 8  | 6  | 2   | 4   | 3   | —      | —         | —          | —     |      |      |        |                                             |
| 1955 | 1    | 12  | 4  | 4   | 4  | 20 | 19 | 1   | 111 | 6   | —      | —         | —          | —     |      |      |        |                                             |
| 1956 | 1    | 6   | 4  | 1   | 1  | 14 | 6  | 8   | 111 | RU  | W      | —         | —          | —     |      |      |        |                                             |
| 1957 | 1    | 20  | 6  | 4   | 10 | 20 | 26 | −6  | 36  | 8   | NH     | —         | —          | —     |      |      |        | Trung tâm thể thao Giang Loan               |
| 1958 | 1    | 21  | 7  | 5   | 9  | 16 | 27 | −11 | 40  | 7   | NH     | —         | —          | —     |      |      |        | Trung tâm thể thao Giang Loan               |
| 1960 | 1    | 12  | 7  | 1   | 4  | 18 | 12 | 6   | 52  | 3   | R2     | —         | —          | —     |      |      |        | Trung tâm thể thao Giang Loan               |
| 1961 | 1    | 13  | 8  | 4   | 1  | 35 | 9  | 26  | 132 | W   | NH     | —         | —          | —     |      |      |        | Trung tâm thể thao Giang Loan               |
| 1962 | 1    | 18  | 14 | 2   | 2  | 46 | 14 | 32  | 152 | W   | NH     | —         | —          | —     |      |      |        | Trung tâm thể thao Giang Loan               |
| 1963 | 1    | 8   | 6  | 1   | 1  | 21 | 5  | 16  | 13  | 11  | NH     | —         | —          | —     |      |      |        | Trung tâm thể thao Giang Loan               |
| 1964 | 1    | 22  | 16 | 3   | 3  | 42 | 15 | 27  | 35  | RU  | NH     | —         | —          | —     |      |      |        | Trung tâm thể thao Giang Loan               |
| 1965 | 1    | 11  | 5  | 1   | 5  | 14 | 14 | 0   | 11  | —   | NH     | —         | —          | —     |      |      |        | Trung tâm thể thao Giang Loan               |
| 1973 | 1    | 24  | 14 | 3   | 7  | 40 | 33 | 7   | 192 | RU  | NH     | —         | —          | —     |      |      |        | Trung tâm thể thao Giang Loan               |
| 1976 | 1    | 8   | 5  | 3   | 0  | 14 | 2  | 12  | 13  | 21  | NH     | —         | —          | —     |      |      |        | Trung tâm thể thao Giang Loan               |
| 1977 | 1    | 17  | 6  | 6   | 5  | 25 | 17 | 8   | 32  | 12  | NH     | —         | —          | —     |      |      |        | Trung tâm thể thao Giang Loan               |
| 1978 | 1    | 30  | 9  | 11  | 10 | 35 | 34 | 1   | 29  | 10  | NH     | —         | —          | —     |      |      |        | Trung tâm thể thao Giang Loan               |
| 1979 | 1    | 30  | 10 | 9   | 11 | 29 | 30 | −1  | 29  | 9   | NH     | —         | —          | —     |      |      |        | Trung tâm thể thao Giang Loan               |
| 1980 | 1    | 29  | 7  | 12  | 10 | 23 | 21 | 2   | 26  | 13  | NH     | —         | —          | —     |      |      |        | Trung tâm thể thao Giang Loan               |
| 1981 | 2    | 30  | 23 | –   | 7  |    |    |     | 46  | RU  | NH     | —         | —          | —     |      |      |        | Trung tâm thể thao Giang Loan               |
| 1982 | 1    | 30  | 19 | –   | 11 | 41 | 21 | 20  | 38  | 4   | NH     | —         | —          | —     |      |      |        | Trung tâm thể thao Giang Loan               |
| 1983 | 1    | 14  | 8  | –   | 6  | 24 | 18 | 6   | 16  | 3   | NH     | —         | —          | —     |      |      |        | Trung tâm thể thao Giang Loan               |
| 1984 | 1    | 30  | 18 | –   | 12 | 35 | 26 | 9   | 36  | 4   | 3      | —         | —          | —     |      |      |        | Trung tâm thể thao Giang Loan               |
| 1985 | 1    | 15  | 8  | –   | 7  |    |    | 10  | 17  | 6   | 3      | —         | —          | DNQ   |      |      |        | Trung tâm thể thao Giang Loan               |
| 1986 | 1    | 14  | 8  | 3   | 3  | 14 | 5  | 9   | 19  | 5   | Group  | —         | —          | DNQ   |      |      |        | Trung tâm thể thao Giang Loan               |
| 1987 | 1    | 14  | 6  | 2   | 6  | 20 | 17 | 3   | 20  | 3   | NH     | —         | —          | DNQ   |      |      |        | Trung tâm thể thao Giang Loan               |
| 1988 | 1    | 25  | 12 | 4   | 9  | 45 | 29 | 16  | 43  | 6   | NH     | —         | —          | DNQ   |      |      |        | Trung tâm thể thao Giang Loan               |
| 1989 | 1    | 14  | 7  | 2   | 5  | 17 | 13 | 4   | 25  | 3   | NH     | —         | —          | DNQ   |      |      |        | Trung tâm thể thao Giang Loan               |
| 1990 | 1    | 14  | 6  | 4   | 4  | 15 | 16 | −1  | 26  | 4   | Group  | —         | —          | DNQ   |      |      |        | Trung tâm thể thao Giang Loan               |
| 1991 | 1    | 14  | 6  | 4   | 4  | 21 | 20 | 1   | 16  | RU  | W      | —         | —          | DNQ   |      |      |        | Trung tâm thể thao Giang Loan               |
| 1992 | 1    | 14  | 6  | 2   | 6  | 18 | 15 | 3   | 14  | 5   | R1     | —         | —          | DNQ   |      |      |        | Trung tâm thể thao Giang Loan               |
| 1993 | 1    | 12  | 2  | 3/1 | 5  | 22 | 10 | 12  | 10  | 7   | NH     | —         | —          | DNQ   |      |      |        | Sân vận động Đông Quan                      |
| 1994 | 1    | 22  | 10 | 6   | 6  | 36 | 36 | 0   | 26  | 3   | NH     | —         | —          | DNQ   |      |      | 20,909 | Sân vận động bóng đá Hồng Khẩu              |
| 1995 | 1    | 22  | 14 | 4   | 4  | 39 | 16 | 23  | 46  | W   | RU     | W         | —          | DNE   |      |      | 27,909 | Sân vận động bóng đá Hồng Khẩu              |
| 1996 | 1    | 22  | 10 | 9   | 3  | 38 | 18 | 20  | 39  | RU  | QF     | DNQ       | —          | R2    |      |      | 26,727 | Sân vận động bóng đá Hồng Khẩu              |
| 1997 | 1    | 22  | 11 | 7   | 4  | 36 | 22 | 14  | 40  | RU  | RU     | DNQ       | —          | DNQ   |      |      | 19,636 | Sân vận động bóng đá Hồng Khẩu              |
| 1998 | 1    | 26  | 11 | 12  | 3  | 43 | 23 | 20  | 45  | RU  | W      | W         | —          | DNQ   | FECC | 4    | 39,713 | Sân vận động Thượng Hải                     |
| 1999 | 1    | 26  | 9  | 11  | 6  | 26 | 25 | 1   | 38  | 5   | SF     | DNQ       | —          | DNQ   | CWC  | R2   | 17,462 | Sân vận động bóng đá Hồng Khẩu              |
| 2000 | 1    | 26  | 14 | 8   | 4  | 37 | 24 | 13  | 50  | RU  | R2     | DNQ       | —          | DNQ   |      |      | 18,462 | Sân vận động bóng đá Hồng Khẩu              |
| 2001 | 1    | 26  | 15 | 3   | 8  | 39 | 28 | 11  | 48  | RU  | R1     | W         | —          | DNQ   |      |      | 18,000 | Sân vận động bóng đá Hồng Khẩu              |
| 2002 | 1    | 28  | 9  | 5   | 14 | 37 | 41 | −4  | 32  | 12  | R2     | DNQ       | —          | Group |      |      | 12,464 | Sân vận động bóng đá Hồng Khẩu              |
| 2003 | 1    | 28  | 17 | 4   | 7  | 56 | 33 | 23  | 55  | W4  | QF     | RU        | —          | DNQ   |      |      | 22,214 | Sân vận động bóng đá Hồng Khẩu              |
| 2004 | 1    | 22  | 4  | 10  | 8  | 28 | 37 | −9  | 22  | 10  | SF     | NH        | SF         | Group | A3CC | 3    | 13,636 | Sân vận động bóng đá Hồng Khẩu              |
| 2005 | 1    | 26  | 15 | 8   | 3  | 41 | 23 | 18  | 53  | RU  | QF     | NH        | SF         | DNQ   |      |      | 12,462 | Sân vận động bóng đá Hồng Khẩu              |
| 2006 | 1    | 28  | 14 | 10  | 4  | 37 | 19 | 18  | 52  | RU  | QF     | NH        | NH         | QF    |      |      | 12,786 | Sân vận động bóng đá Hồng Khẩu              |
| 2007 | 1    | 28  | 12 | 10  | 6  | 35 | 29 | 6   | 46  | 4   | NH     | NH        | NH         | Group | A3CC | W    | 11,393 | Sân vận động Trung tâm thể thao Nguyên Thần |
| 2008 | 1    | 30  | 17 | 10  | 3  | 58 | 29 | 29  | 61  | RU  | NH     | NH        | NH         | DNQ   |      |      | 11,510 | Sân vận động bóng đá Hồng Khẩu              |
| 2009 | 1    | 30  | 12 | 9   | 9  | 39 | 29 | 10  | 45  | 5   | NH     | NH        | NH         | Group |      |      | 12,627 | Sân vận động bóng đá Hồng Khẩu              |
| 2010 | 1    | 30  | 14 | 6   | 10 | 44 | 41 | 3   | 48  | 3   | NH     | NH        | NH         | DNQ   |      |      | 12,963 | Sân vận động bóng đá Hồng Khẩu              |
| 2011 | 1    | 30  | 11 | 4   | 15 | 31 | 41 | −10 | 37  | 11  | SF     | NH        | NH         | Group |      |      | 9,828  | Sân vận động bóng đá Hồng Khẩu              |
| 2012 | 1    | 30  | 8  | 14  | 8  | 39 | 34 | 5   | 38  | 9   | R4     | DNQ       | NH         | DNQ   |      |      | 14,761 | Sân vận động bóng đá Hồng Khẩu              |
| 2013 | 1    | 30  | 11 | 11  | 8  | 36 | 36 | 0   | 385 | 8   | R3     | DNQ       | NH         | DNQ   |      |      | 12,739 | Sân vận động bóng đá Hồng Khẩu              |
| 2014 | 1    | 30  | 8  | 11  | 11 | 33 | 45 | -12 | 35  | 9   | SF     | DNQ       | NH         | DNQ   |      |      | 15,417 | Sân vận động bóng đá Hồng Khẩu              |
| 2015 | 1    | 30  | 12 | 6   | 12 | 42 | 44 | −2  | 42  | 6   | RU     | DNQ       | NH         | DNQ   |      |      | 19,506 | Sân vận động bóng đá Hồng Khẩu              |
| 2016 | 1    | 30  | 12 | 12  | 6  | 46 | 31 | 15  | 48  | 4   | SF     | DNQ       | NH         | DNQ   |      |      | 22,690 | Sân vận động bóng đá Hồng Khẩu              |

- Không tham gia các mùa giải 1959, 1966–72, 1975; vì Thượng Hải là chủ nhà và họ chỉ tham gia vòng bảng sau đó đi du đấu châu Phi.
- ^1 : Vòng bảng. ^2 : Chung kết vòng bảng. ^3 : Bảng miền nam. ^4 : Thu hồi do giàn xếp ^5 : Trừ 6 điểm.

Ký hiệu
| \| \| Hạng đấu cao nhất \| \| \| Hạng đấu thứ 2 \| \| \| Hạng đấu thứ 3 \| \| C \| Vô địch \| \| RU \| Á quân \| \| 3 \| Hạng ba \| \| \| Xuống hạng \| | - Pld = Trận đấu - W = Trận thắng - D = Trận hòa - L = Trận thua - F = Bàn thắng - A = Bàn thua - Pts = Điểm số - Pos = Xếp hạng | - DNQ = Không đủ điều kiện - DNE = Không tham gia - NH = Không tổ chức - - = Không tồn tại - R1 = Vòng 1 - R2 = Vòng 2 - R3 = Vòng 3 - R4 = Vòng 4 | - F = Chung kết - SF = Bán kết - QF = Tứ kết - R16 = Vòng 1/16 - Group = Vòng bảng - GS2 = Vòng bảng thứ hai - QR1 = Vòng loại thứ nhất - QR2 = Vòng loại thứ hai - QR3 = Vòng loại thứ ba |
| | Hạng đấu cao nhất | | |
| | Hạng đấu thứ 2 | | |
| | Hạng đấu thứ 3 | | |
| C | Vô địch | | |
| RU | Á quân | | |
| 3 | Hạng ba | | |
| | Xuống hạng | | |